# Is-Selongey Football
 (mai 2025).
Si vous disposez d'ouvrages ou d'articles de référence ou si vous connaissez des sites web de qualité traitant du thème abordé ici, merci de compléter l'article en donnant les références utiles à sa vérifiabilité et en les liant à la section « Notes et références ».
Is Selongey Football est un club français basé à Selongey et à Is-sur-Tille en Côte-d'Or dans la région Bourgogne-Franche-Comté.
Le club joue au stade des Courvelles, ayant une capacité de 1500 places.
Le club est présidé par Chakib Aouidat et Xavier Pirrodi et entraîné par Ludovic Rossi.
Le club évolue en Régional 1 Bourgogne-Franche-Comté depuis 2024.

## Histoire

### Sc Selongey
En 1920, la première équipe de football se constitue sous l'impulsion de l'instituteur de l'époque M. Picard. Lequel initie tous les jeunes écoliers et les plus grands au football. L'équipe se nomme alors l'US Selongey.
En 1931, à l'initiative des dirigeants de l'époque (Marius Bourgeois, MM Picard, Fréderic Lescure...) le nom du club, après moult discussions, devient le Sporting Club Selongéen. Certains voulaient Racing Club Selongéen car à l'époque les grands clubs se nommaient Racing Club de France, RC Lens, etc.
Le 24 octobre 1938, la création du SC Selongey paraît au journal officiel de la République.
De 1939 à 1953, période de la guerre et de l'après guerre, les activités associatives et sportives demeurent en sommeil. Cependant, quelques personnes comme Raymon Mangin et Marius Bourgeois tentent malgré tout de relancer le club en organisant des matchs amicaux.
A l'initiative de Fréderic Lescure, M Bourgeois, Kah C, Marcel Faivret, le football reprend ses droits dès 1954 et se structure. Cette période correspond, en fait, au véritable démarrage du foot à Selongey. Le premier entraineur est nommé en l’occurrence Mr Di Lorenzo qui va prendre en main le club en compagnie du président M Bourgeois et du secrétaire Kah C.
En 1956 le SCS s'engage en compétition officielle. Dans l'équipe on retrouve entre autres les joueurs : Guy Biton, Maurice Gallimardet, Marcel Mulard, Rino Zabattini, Pierre et Georges Salah...
De 1961 à 1965, le club continue de progresser et voit, grâce à la société SEB et principalement à F. Lescure, la construction des installations existantes (salle des fêtes, terrain de foot).
Les dirigeants (F. Lescure , A. Tarby et J. Rutowski parmi d'autres) sont ambitieux. Les premiers résultats apparaissent à partir de 1966 entrainant par la même d'énormes améliorations des installations avec la construction du bowling, studios, des salles de réunions et de la mise à jour d'un terrain annexe en herbe (l'actuel synthétique).
Afin de progresser encore et donner un grand essor à la section football, Daniel Vieillard (désormais figure emblématique du club et de la région) est recruté en 1971 comme entraineur-joueur avant de se concentrer entraineur. 
Ce dernier avec l'équipe dirigeante de l'époque et l'organigramme technique qu'il met en place permet au SCS de gravir très rapidement les échelons (passant ainsi de la 1re division départementale à l'élite régionale la DH en 1983)
Parallèlement à cette satisfaction, l'école de foot prend corps et les joueurs arrivants sont de plus en plus nombreux et au démarrage de la saison 1973-74 le club peut aligner 2 équipes séniors, 1 junior, 1 cadet, 1 minime, 1 pupille, 2 poussins.
Après un jubilé, honoré et fêté comme il se doit en avril 1986 , Daniel Vieilard passe le témoin et devient coordinateur technique du club en 1989.
À la suite du retrait de D. Vieilard, la section exprime les pires difficultés à reprendre son souffle malgré l'excellent travail de nouveaux entraineurs. C'est la relégation jusqu'en promotion de ligue.
Alain Donnat arrive au poste de responsable technique du club en 1997. Grâce à son travail, son expérience et sa connaissance du football en général, il permet au club de redorer son blason et de repositionner le club parmi l'élite régionale donc en division d'honneur après deux montées en 4 ans.
En 2005, l'équipe fanion accède au niveau CFA 2 en terminant premier de Division d'Honneur et fait partie du club fermé des équipes côte-d'oriennes évoluant au niveau national.
Le Sporting Club Selongéen continue sa progression et réalise deux beaux parcours en coupe de France tout en assurant sa place en CFA2.
En effet le club quitte deux saisons de suite la Coupe de France par la grande porte : il s'incline en prolongation face à Le Mans UC L1 en 2007-2008 ainsi que la saison suivante face au Dijon FCO L2.
Alain Donnat, après une année de parenthèse chez le voisin dijonnais, revient au club à l'été 2009.
Mais cet âge d'or du football selongéen connaît un coup d'arrêt quand, à l'issue de la saison 2010-2011, l'équipe première quitte la CFA2 pour rejoindre la DH.
Sébastien Evain succède alors à Alain Donnat, un nouveau cycle s'amorce à Selongey.
Le renouveau du club porte ses fruits lors de la saison 2013-2014. 
Pour la première fois, le SCS élimine un club professionnel en Coupe de France, le Clermont Foot 63 (Ligue 2).
De plus, en terminant champion de  Division d'Honneur, l'équipe obtient son billet pour la CFA 2.
Pour son retour en CFA 2 lors de la saison 2014-2015 le club termine 11eme et assure son maintien.
Lors de la saison 2015-2016 le club termine encore à la 11eme place et assure son maintien.
Lors de la saison 2016-2017 le club termine encore à la 11eme place et assure son maintien.
Lors de la saison 2017-2018 le club termine encore à la 11eme place et assure son maintien.

### Is-Selongey Football
La saison 2018/2019 marque l’histoire du club avec la fusion entre le Reveil Is-sur-Tille et le SCS pour créer l'ISF (Is-sur-Tille Selongey Football).
Lors de la saison 2018-2019 le club termine à la 9eme place et assure son maintien.
Lors de la saison 2019-2020 le club termine une nouvelle fois à la 11eme place et assure son maintien.
Lors de la saison 2020-2021 le club termine à la 9eme place et assure son maintien.
Lors de la saison 2021-2022 le club termine à la 11eme place et assure son maintien. Elle remporte également la coupe de Bourgogne-Franche-Comté contre le FC Gueugnon
Lors de la saison 2022-2023 le club termine à la 5eme place et assure son maintien. 
Lors de la saison 2023-2024 le club termine à la 13eme place et est reléguée en division inférieure (Régional 1).

## Palmarès
- Champion DH Bourgogne (2) : 2005, 2014
- 32e de finale de la Coupe de France : 2008 (éliminé par Le Mans UC sur le score de 2-3 après prolongation)

## Bilan saison par saison
| Saison    | Division                           | Rang | Pts. | M.J. | Vic. | Nuls | Déf. | B.P. | B.C. | D.B. | Moy. Spec. | Coupe de France |
| 2002-2003 | DH Bourgogne                       | 3e   |      | 26   | 16   | 4    | 6    | 47   | 30   | +17  |            | tour prélim.    |
| 2003-2004 | DH Bourgogne                       | 3e   |      | 26   | 18   | 4    | 4    | 44   | 22   | +22  |            | tour prélim.    |
| 2004-2005 | DH Bourgogne                       | 1er  |      |      |      |      |      |      |      |      |            | tour prélim.    |
| 2005-2006 | CFA2-C                             | 12e  | 61   | 30   | 8    | 7    | 15   | 29   | 51   | -22  |            | tour prélim.    |
| 2006-2007 | CFA2-B                             | 3e   | 90   | 30   | 18   | 6    | 6    | 50   | 31   | +19  |            | tour prélim.    |
| 2007-2008 | CFA2-B                             | 5e   | 77   | 30   | 13   | 8    | 9    | 39   | 38   | +1   |            | 32e de finale   |
| 2008-2009 | CFA2-C                             | 10   | 70   | 30   | 11   | 7    | 12   | 44   | 49   | -5   |            | 8e Tour         |
| 2009-2010 | CFA2-C                             | 7    | 70   | 30   | 11   | 7    | 12   | 36   | 47   | -11  |            | 8e Tour         |
| 2010-2011 | CFA2-C                             | 14   | 60   | 30   | 6    | 13   | 11   | 30   | 43   | -13  |            | tour prélim.    |
| 2011-2012 | DH Bourgogne                       |      |      |      |      |      |      |      |      |      |            | tour prélim.    |
| 2012-2013 | DH Bourgogne                       |      |      |      |      |      |      |      |      |      |            | tour prélim.    |
| 2013-2014 | DH Bourgogne                       | 1er  |      |      |      |      |      |      |      |      |            | 8e Tour         |
| 2014-2015 | CFA2-F                             | 11   | 57   | 26   | 8    | 7    | 11   | 31   | 47   | - 16 |            | 6e Tour         |
| 2015-2016 | CFA2-E                             | 11   | 57   | 26   | 8    | 7    | 11   | 29   | 36   | - 7  |            | 7e Tour         |
| 2016-2017 | CFA2-E                             | 11   | 27   | 26   | 9    | 3    | 14   | 23   | 44   | - 21 |            | 8e Tour         |
| 2017-2018 | National 3 Bourgogne-Franche-Comté | 11   | 27   | 28   | 7    | 6    | 15   | 45   | 51   | -6   |            | 5e Tour         |
| 2018-2019 | National 3 Bourgogne-Franche-Comté | 9    | 26   | 26   | 6    | 8    | 12   | 40   | 47   | -7   |            | 4e Tour         |
| 2019-2020 | National 3 Bourgogne-Franche-Comté | 11   | 15   | 17   | 5    | 3    | 9    | 17   | 32   | -15  |            | 6e Tour         |
| 2020-2021 | National 3 Bourgogne-Franche-Comté | 9    | 7    | 5    | 2    | 1    | 2    | 7    | 8    | -1   |            | 7e Tour         |
| 2021-2022 | National 3 Bourgogne-Franche-Comté | 11   | 31   | 26   | 8    | 7    | 11   | 38   | 37   | +1   |            | 5e Tour         |
| 2022-2023 | National 3 Bourgogne-Franche-Comté | 5    | 45   | 26   | 15   | 3    | 8    | 35   | 6    | +29  |            | 5e Tour         |
| 2023-2024 | National 3 - Groupe J              | 13   | 23   | 26   | 4    | 11   | 11   | 33   | 47   | -11  |            | 6e Tour         |
| 2024-2025 | Régional 1 Bourgogne-Franche-Comté | 6    | 43   | 26   | 13   | 6    | 7    | 41   | 33   | +8   |            | 6e Tour         |
| 2025-2026 | Régional 1 Bourgogne-Franche-Comté |      |      |      |      |      |      |      |      |      |            |                 |

## Identité du club

### Logos

Logo du SC Selongey jusqu'en 2018.
Logo depuis 2018.